# Franz Adis
Franz Adis (* 23. Februar 1916 in Rottenburg am Neckar; † 4. Mai 2005) war ein deutscher Politiker der CDU. Er war Mitglied des Landtags von Baden-Württemberg.
Nach dem Abitur in Rottenburg trat er in den gehobenen Verwaltungsdienst ein. Nach dem Kriegsdienst wurde er 1947 Stadtpfleger in Oberndorf am Neckar. 1949 wurde er zum Bürgermeister von Rottenburg gewählt und blieb bis 1954 im Amt. Anschließend übernahm er 1955 das Bürgermeisteramt in Baiersbronn und blieb über zweieinhalb Jahrzehnte bis 1981 im Amt. Von 1964 bis 1968 war er für den Wahlkreis Freudenstadt Mitglied des Landtags von Baden-Württemberg in dessen 4. Wahlperiode.

## Ehrungen
1981 wurde Franz Adis mit der Verdienstmedaille des Landes Baden-Württemberg ausgezeichnet.